# Palmarès del Futbol'nyj Klub Zenit Sankt-Peterburg
Il Futbol'nyj Klub Zenit Sankt-Peterburg (in russo Футбольный клуб "Зенит" Санкт-Петербург?), noto in lingua italiana come Zenit San Pietroburgo o semplicemente Zenit, è una società calcistica russa con sede nella città di San Pietroburgo.
Nella sua bacheca figurano, a livello nazionale, un campionato sovietico (1984), dieci campionati russi, una Coppa dell'URSS, una Supercoppa dell'URSS, cinque Coppe di Russia, nove Supercoppe di Russia e una Coppa del campionato russo (nell'unica edizione del torneo). A livello internazionale lo Zenit ha vinto una Coppa UEFA (2007-2008) e una Supercoppa UEFA (2008).

## Competizioni nazionali
- Campionato sovietico: 1

1984
- Coppa dell'URSS: 1

1944
- Supercoppa dell'URSS: 1

1985
- Campionato russo: 10

2007, 2010, 2011-2012, 2014-2015, 2018-2019, 2019-2020, 2020-2021, 2021-2022, 2022-2023, 2023-2024
- Coppa di Russia: 5

1998-1999, 2009-2010, 2015-2016, 2019-2020, 2023-2024
- Supercoppa di Russia: 9

2008, 2011, 2015, 2016, 2020, 2021, 2022, 2023, 2024
- Coppa del campionato russo: 1

2003

## Competizioni internazionali
- Coppa UEFA: 1  (record russo a pari merito con il  CSKA Mosca)

2007-2008
- Supercoppa UEFA: 1  (record russo)

2008

## Competizioni giovanili
- Torneo Internazionale Nereo Rocco: 1

2012

## Altri piazzamenti
- Campionato sovietico:

Terzo posto: 1980
- Coppa dell'Unione Sovietica:

Finalista: 1984
Semifinalista: 1945, 1954, 1961, 1977, 1983, 1984-1985, 1985-1986
- Coppa delle Federazioni sovietiche:

Finalista: 1986
- Campionato russo:

Secondo posto: 2003, 2012-2013, 2013-2014, 2024-2025
Terzo posto: 2001, 2009, 2015-2016, 2016-2017
- Coppa di Russia:

Finalista: 2001-2002
Semifinalista: 1996-1997, 2004-2005, 2005-2006, 2012-2013, 2024-2025
- Supercoppa di Russia:

Finalista: 2012, 2013, 2019
- PFN Ligi:

Terzo posto: 1995
- Coppa Intertoto UEFA:

Finalista: 2000